# Los triunfos del César

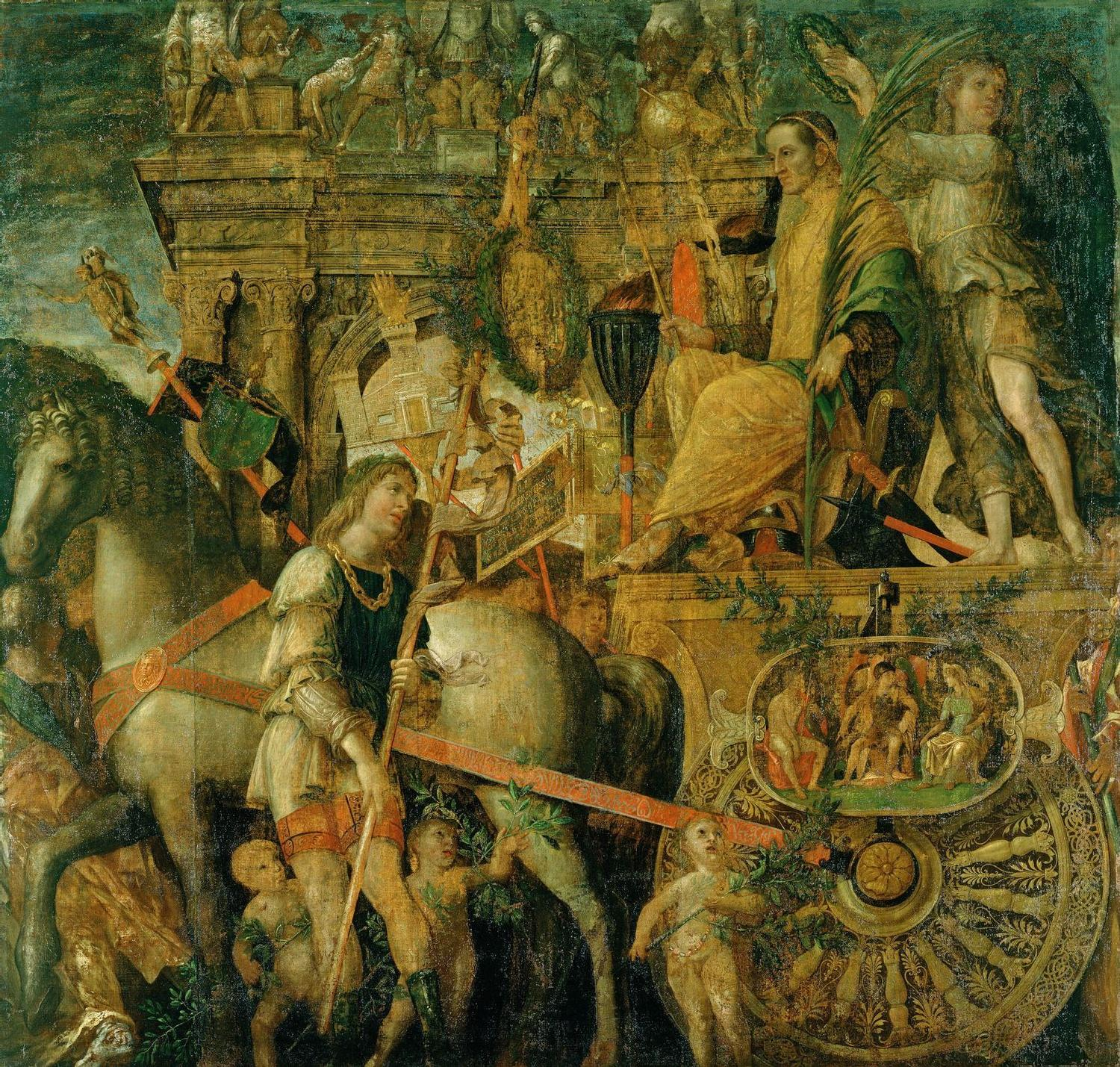
Julio César en su carruaje, lienzo noveno y principal de la serie.

Los triunfos del César es una serie de nueve grandes cuadros pintada por el maestro italiano Andrea Mantegna entre 1485 y 1505. Fueron pensados para colgarse alineados como partes de una sola imagen: un desfile militar presidido por Julio César tras su triunfo en la Guerra de las Galias (años 58-51 antes de Cristo). La serie se creó seguramente por encargo de Francisco II Gonzaga, marqués de Mantua, en cuyo Palacio Ducal colgó durante casi un siglo y medio, completada con un décimo cuadro debido a otro autor, hoy perdido. Desde 1630 los nueve cuadros de Mantegna se hallan en Gran Bretaña y se exhiben en el palacio de Hampton Court (Royal Collection). 
Traslado temporal: debido a obras de reforma de su sede habitual, en 2023 los cuadros se han descolgado y de ellos seis se exhiben en préstamo en la National Gallery de Londres, previsiblemente hasta 2026 .

## Historia
Andrea Mantegna (h. 1431 – 1506) desarrolló la mayor parte de su carrera en Mantua, al servicio de la familia Gonzaga, saga que gobernó el ducado hasta principios del siglo XVIII. Entre sus diversos trabajos para los duques destaca, junto con los murales de la Cámara de los esposos, un conjunto de grandes lienzos llamado Los triunfos del César, que ilustra un grandioso desfile militar (triunfo romano), con Julio César sentado en un carruaje y multitud de abanderados, músicos y demás figuras portando armas empleadas en batalla y objetos valiosos obtenidos como botín de guerra. 
Para este ciclo Mantegna pintó nueve lienzos en un periodo largo, aproximadamente entre 1485 y 1505, y se supone que a su muerte en 1506 quedó inacabado, ya que luego se sumó un décimo cuadro debido a otro autor siguiendo presumiblemente bocetos dejados por el maestro. Para la exhibición de la serie se construyó una galería en el Palacio de San Sebastiano, uno de los edificios del gran complejo ducal. Son lienzos de gran formato (de 2,66 × 2,78 metros cada uno) pintados con una mezcla de témperas, clara de huevo y cola. De los diez subsisten actualmente los nueve de Mantegna; por suerte el diseño del décimo (Los senadores) se conoce gracias a diversas copias en grabado. A lo largo de un siglo el conjunto fue reproducido por diversos grabadores, como Giovanni Antonio da Brescia y Andrea Andreani, por lo que gozó de fama europea antes de moverse de su emplazamiento original.
En 1627 Carlos I de Inglaterra protagonizó una de las mayores compras artísticas de la historia: adquirió por 25 000 libras de la época una amplia selección de las mejores pinturas de los Gonzaga, incluyendo Los triunfos, que llegaron a Hampton Court al año siguiente y se colgaron en la llamada Lower Orangerie, un pabellón que se había erigido para la reina Mary II como invernadero de plantas exóticas. La exportación de estas pinturas a Inglaterra las salvó de males mayores en Mantua, pues la colección ducal fue saqueada en 1630.
Tras la ejecución de Carlos I, la colección real se dispersó y en parte se repartió entre sus múltiples acreedores, pero Oliver Cromwell decidió retener Los triunfos, junto con los igualmente célebres cartones de Los hechos de los Apóstoles de Rafael Sanzio.
Ya en el siglo XIX su estado de conservación era muy malo, y entre 1962 y 1974 fueron sometidos a una lenta restauración (liderada por el experto John Brealey), durante la cual fueron liberados de repintes ajenos a Mantegna. Esta intervención no se pudo efectuar al séptimo lienzo (Los prisioneros), porque apenas conservaba pintura original bajo los repintes y hubiese sido contraproducente eliminarlos. En la actualidad la serie sigue vinculada a Hampton Court, si bien debido a obras de reforma de su sala habitual, en 2023 se ha descolgado y seis de los nueve lienzos se exhiben en préstamo en la National Gallery de Londres, previsiblemente hasta 2026 .
El Palacio Ducal de Mantua, ubicación originaria de la serie, posee en la actualidad una copia de ella: un ciclo de pinturas murales, del siglo XVI, que se descubrió en una casa de la urbe en 1926. Estos frescos fueron transferidos a lienzo y se exhiben en el palacio, reutilizado como museo de la ciudad.

## Galería de imágenes

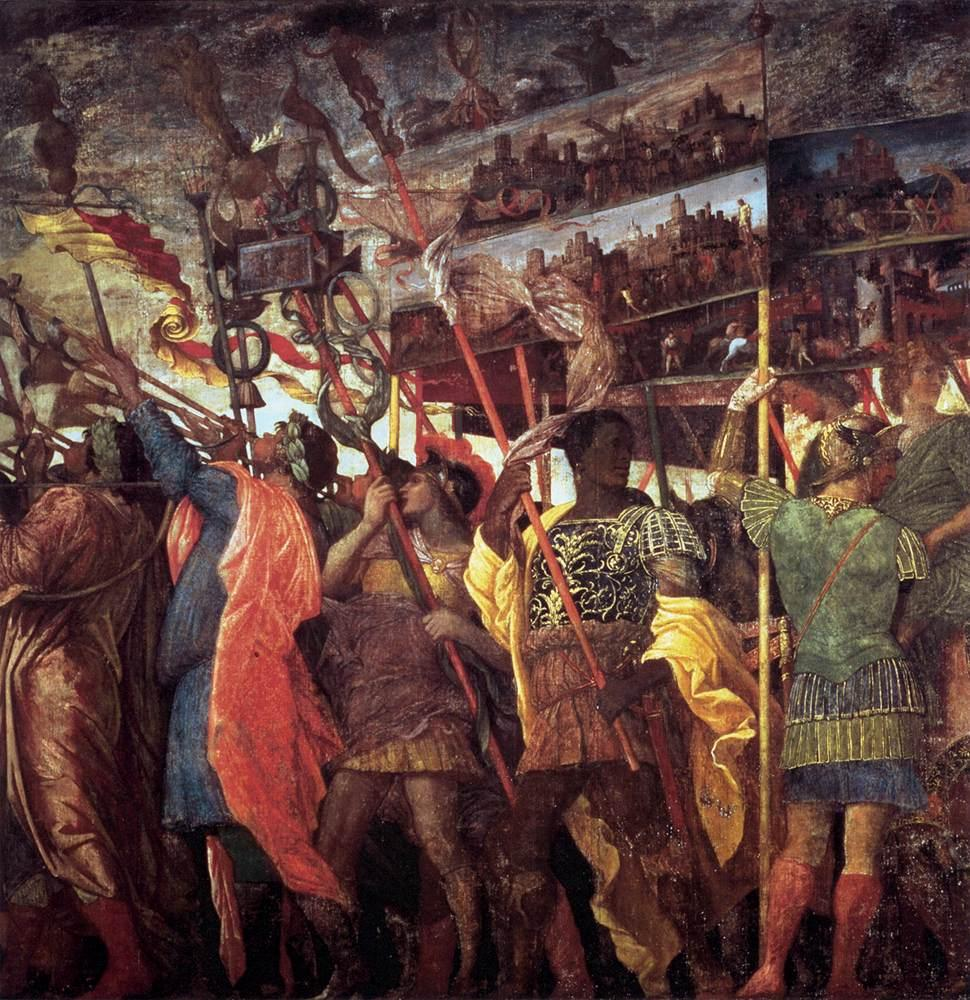
Primer cuadro: Los portadores de pinturas.
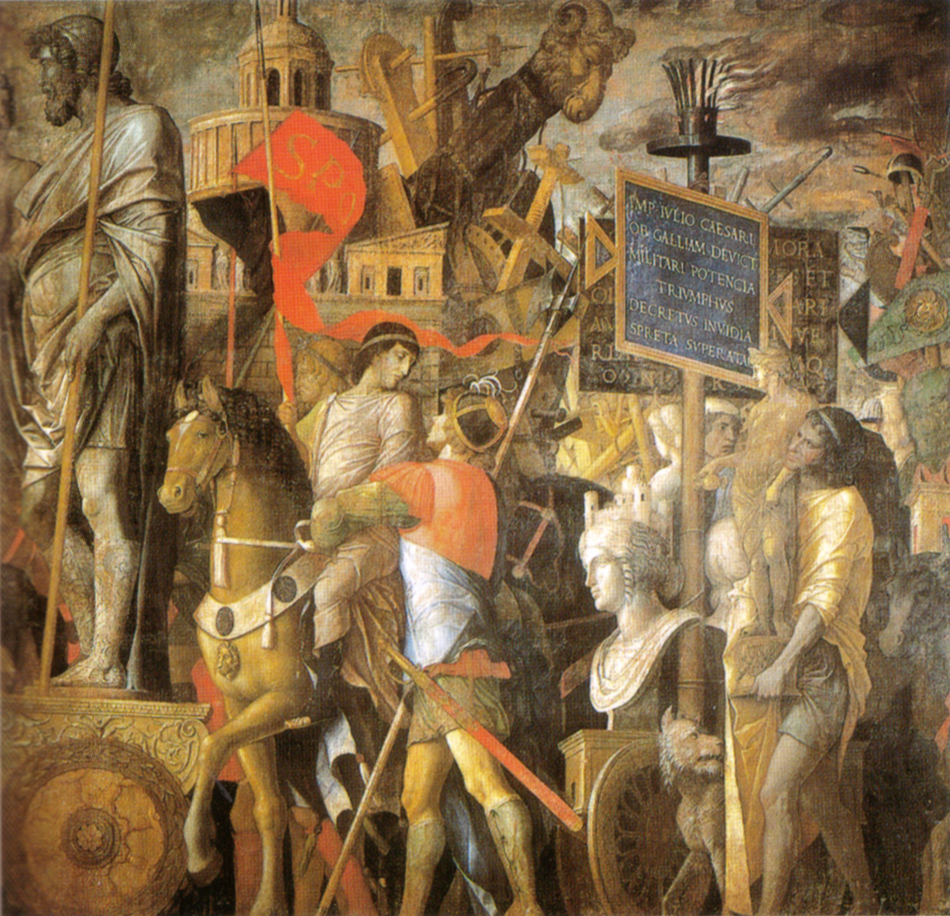
Segundo cuadro: Carros triunfales, trofeos y máquinas bélicas.
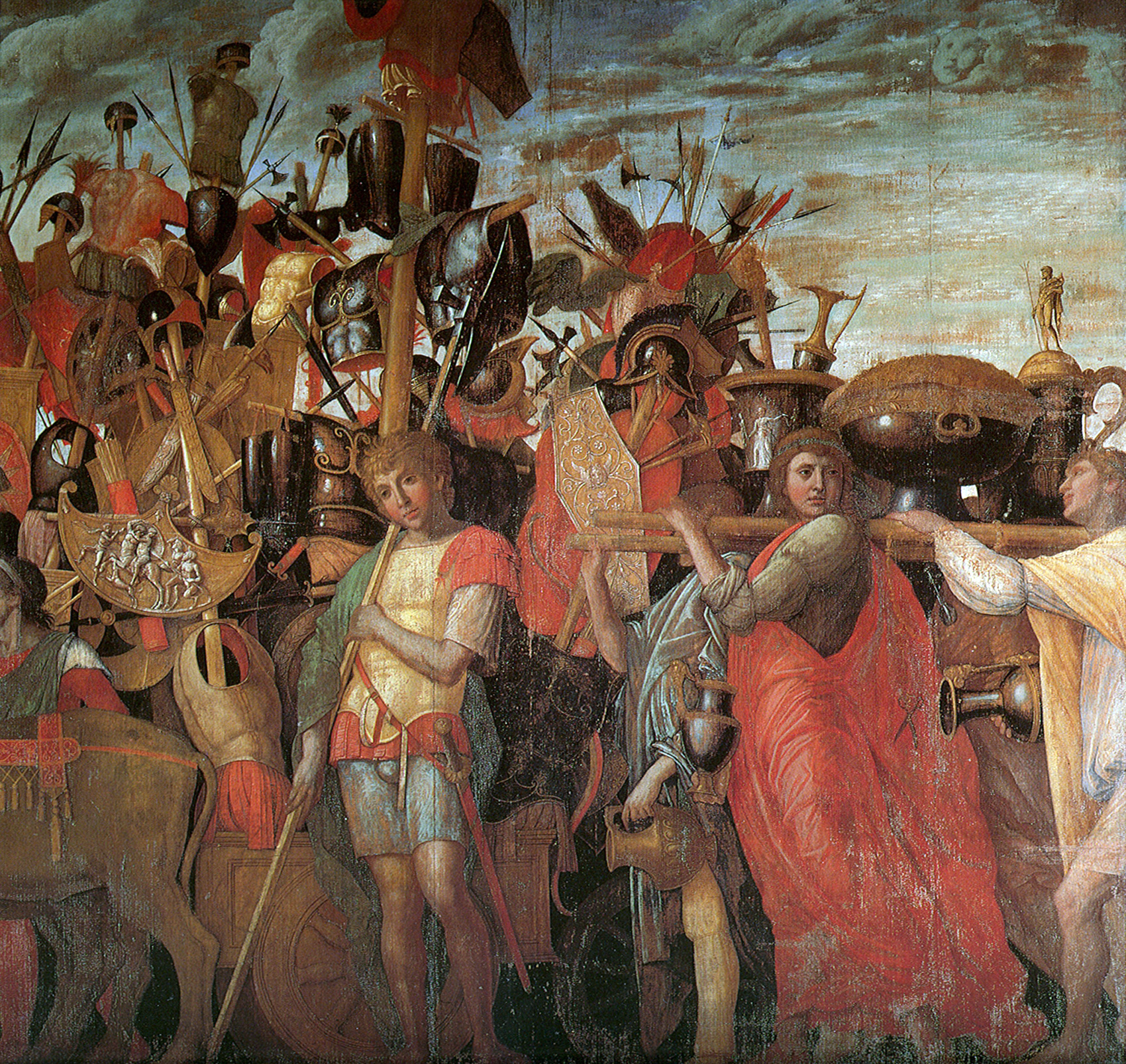
Tercer cuadro: Carro con trofeos y portadores del botín.
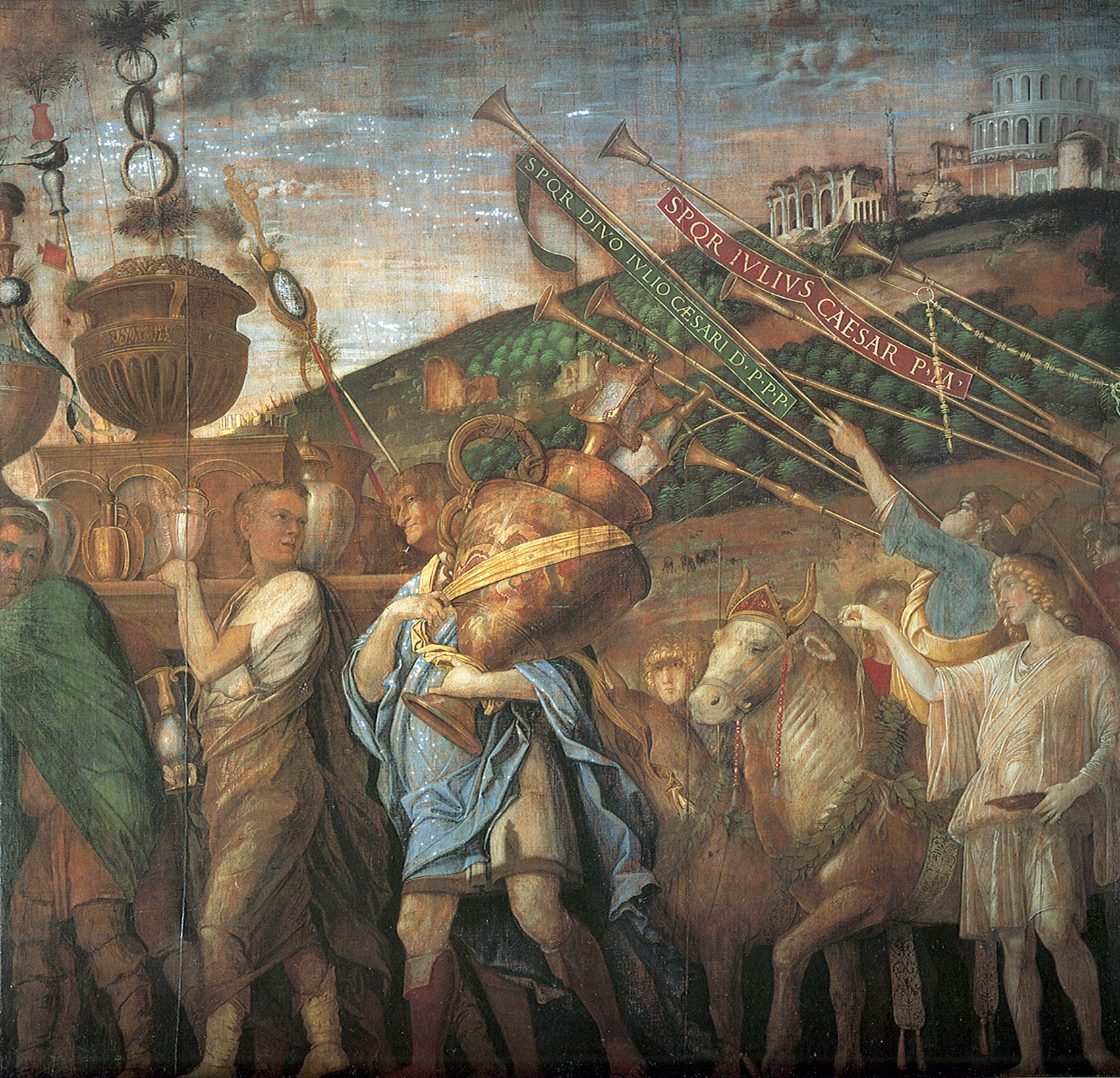
Cuarto cuadro: Portadores de jarrones, toro sacrifical y trompeteros.
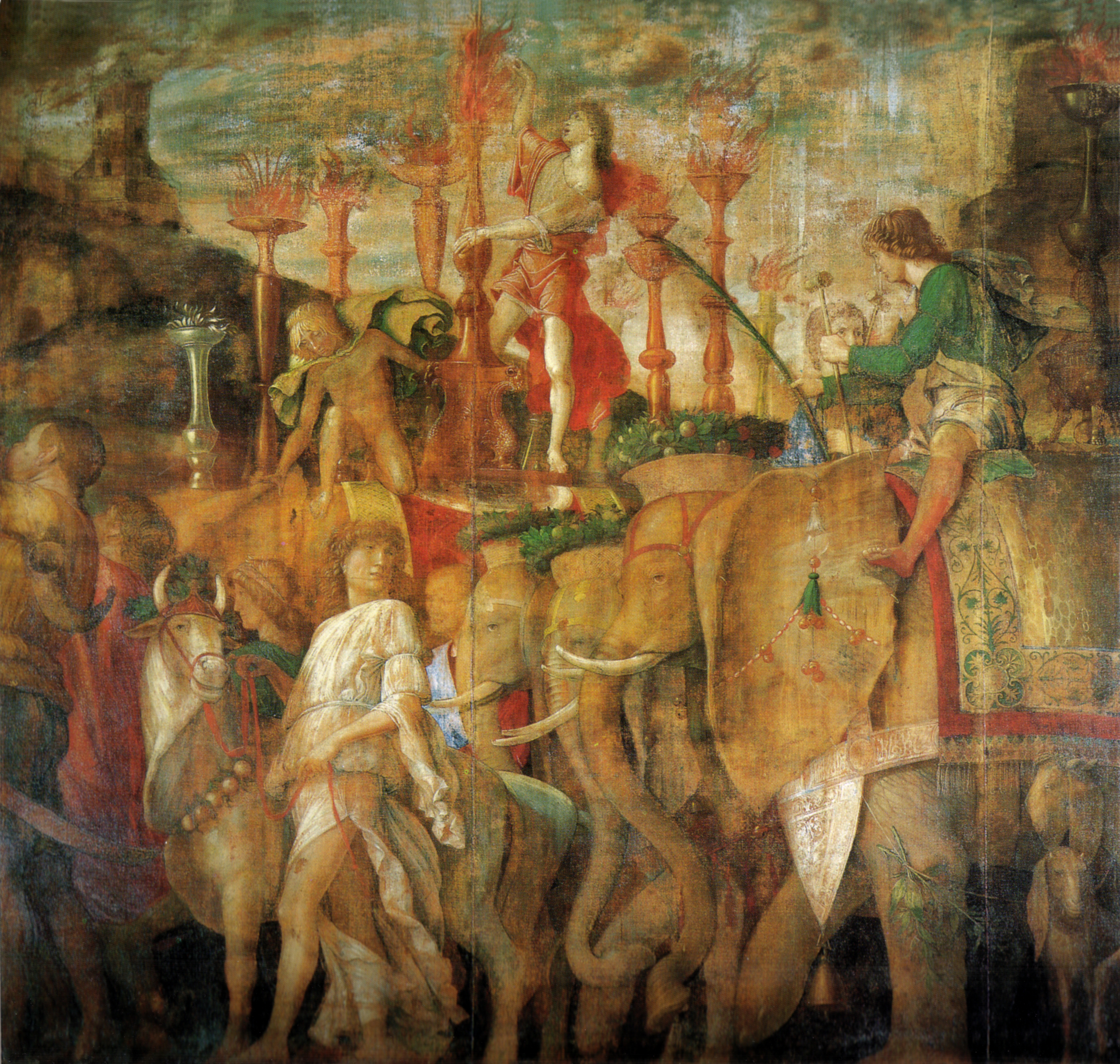
Quinto cuadro: Trompeteros, toros sacrificales y elefantes.
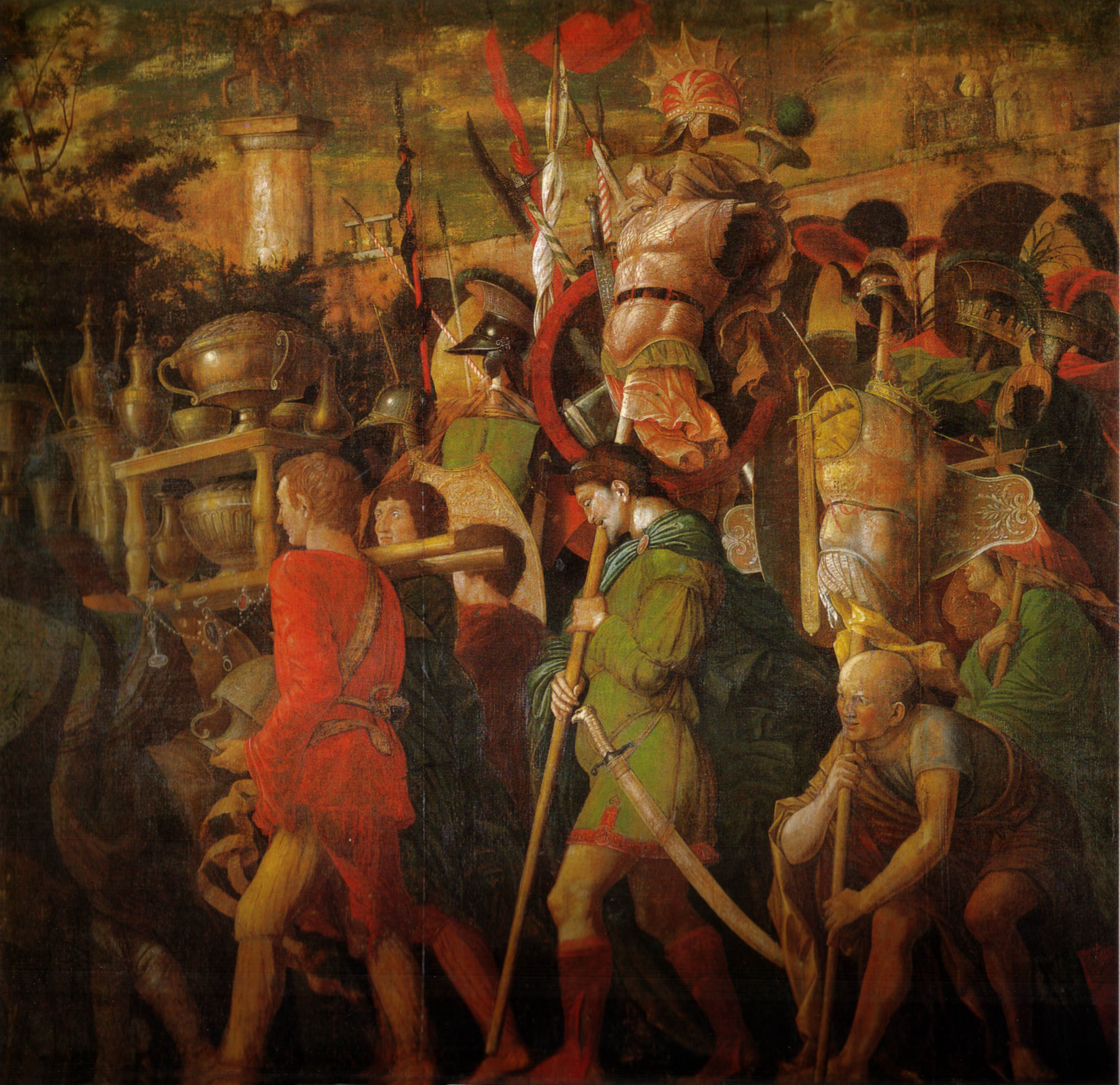
Sexto cuadro: Portadores de cascos, trofeos y armaduras.
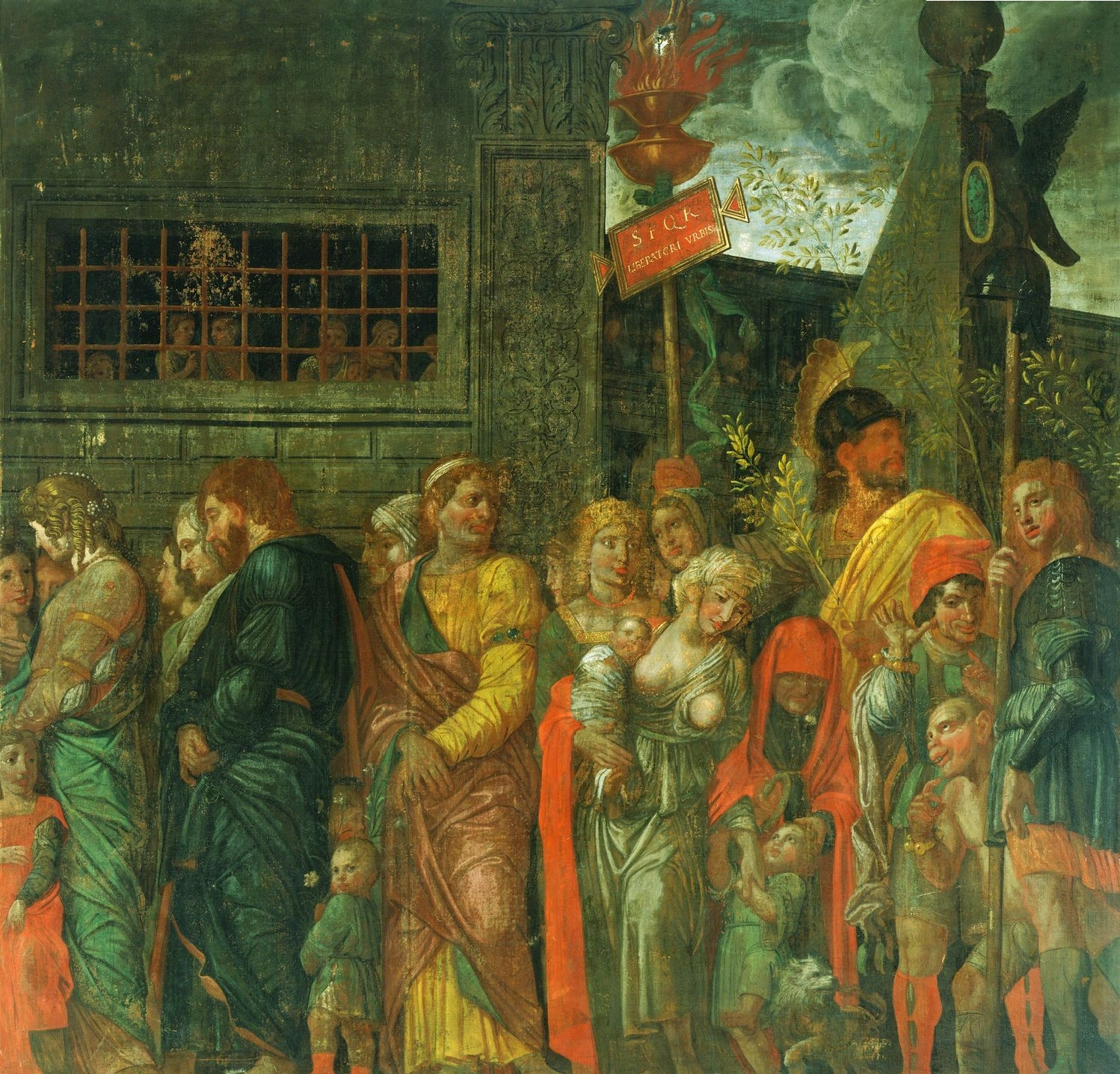
Séptimo cuadro: Los prisioneros.
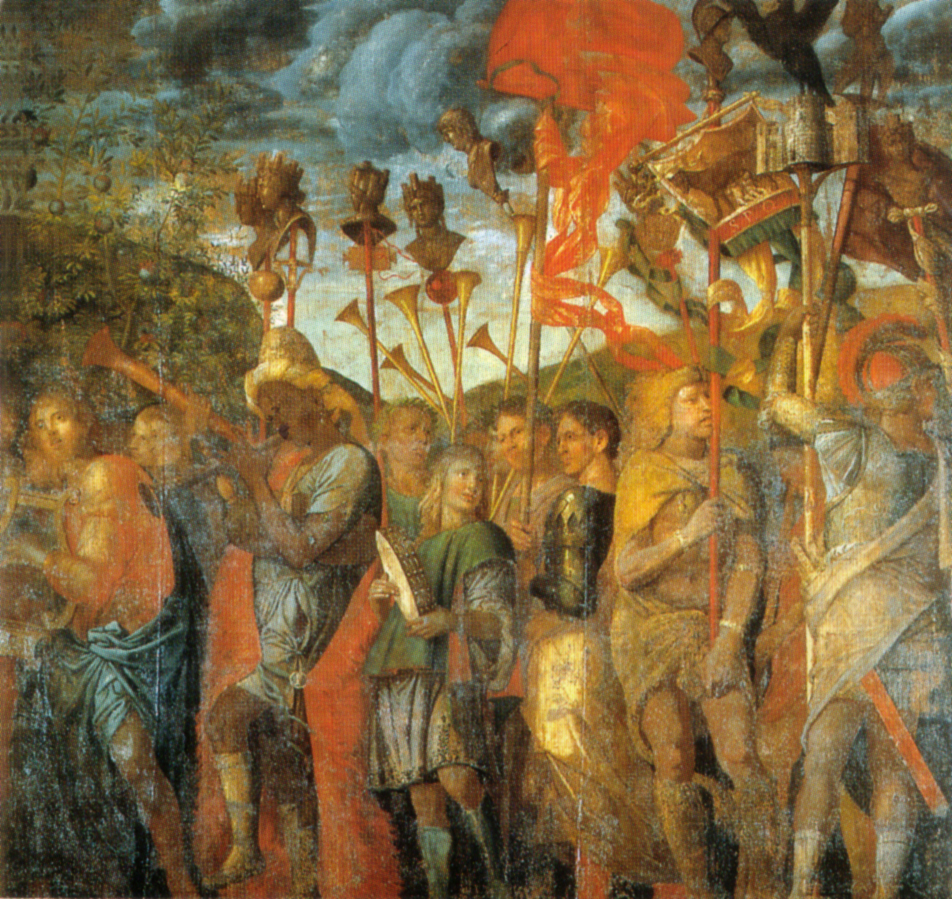
Octavo cuadro: Músicos y portadores de estandartes.
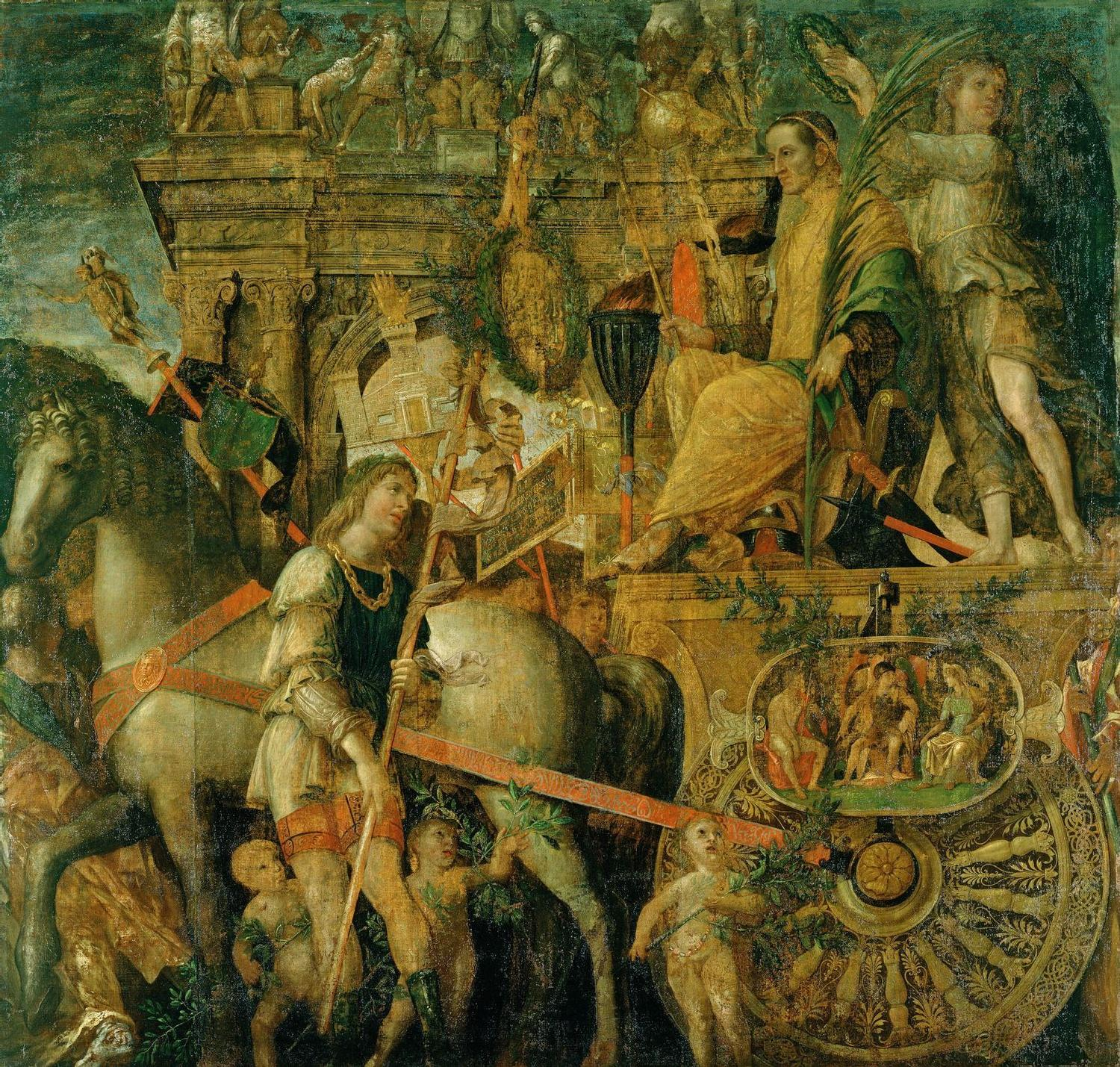
Noveno cuadro: Julio César en el carruaje.
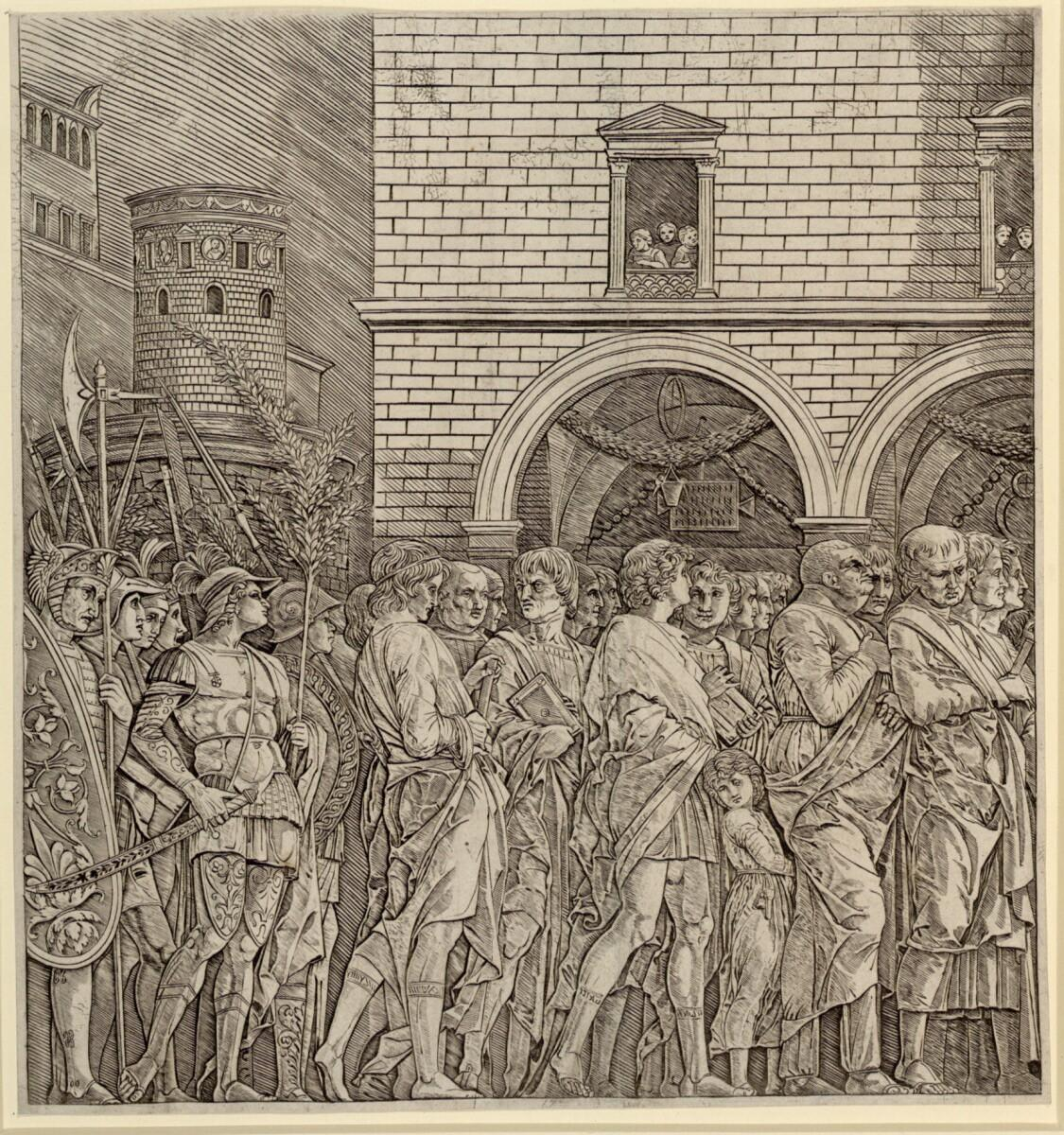
Décimo cuadro (de otro autor; perdido): Los senadores (copia invertida; grabado).

- Datos: Q385499
- Multimedia: The Triumph of Caesar (Mantegna paintings) / Q385499